# Paramignya griffithii
Paramignya griffithii är en vinruteväxtart som beskrevs av Joseph Dalton Hooker. Paramignya griffithii ingår i släktet Paramignya och familjen vinruteväxter. Inga underarter finns listade i Catalogue of Life.